# Макьюэн, Робби
Робби Макьюэн (англ. Robbie McEwen, род. 24 июня 1972 года в Брисбене, Австралия) — завершивший карьеру австралийский профессиональный велогонщик, титулованный спринтер. Трёхкратный обладатель зелёной майки Тур де Франс, пять раз побеждал в однодневке «Париж — Брюссель», что является рекордом гонки. В мае 2012 года завершил карьеру и вошёл в тренерский штаб своей последней команды, GreenEDGE Cycling.